# Psalette du Mans
La psalette du Mans est un monument situé dans la commune française du Mans dans le département de la Sarthe et la région Pays de la Loire.

## Historique
Il formait un tout de l'ancien évêché disparu.
Le bâtiment de la Psalette, annexé à la cathédrale Saint-Julien est classé au titre des monuments historiques par arrêté du 28 mai 1942.